# Shungo Tamashiro
Shungo Tamashiro (født 25. april 1991) er en japansk fodboldspiller.
Han har spillet for flere forskellige klubber i sin karriere, herunder Zweigen Kanazawa.